# Wilhelm Klinkerfues

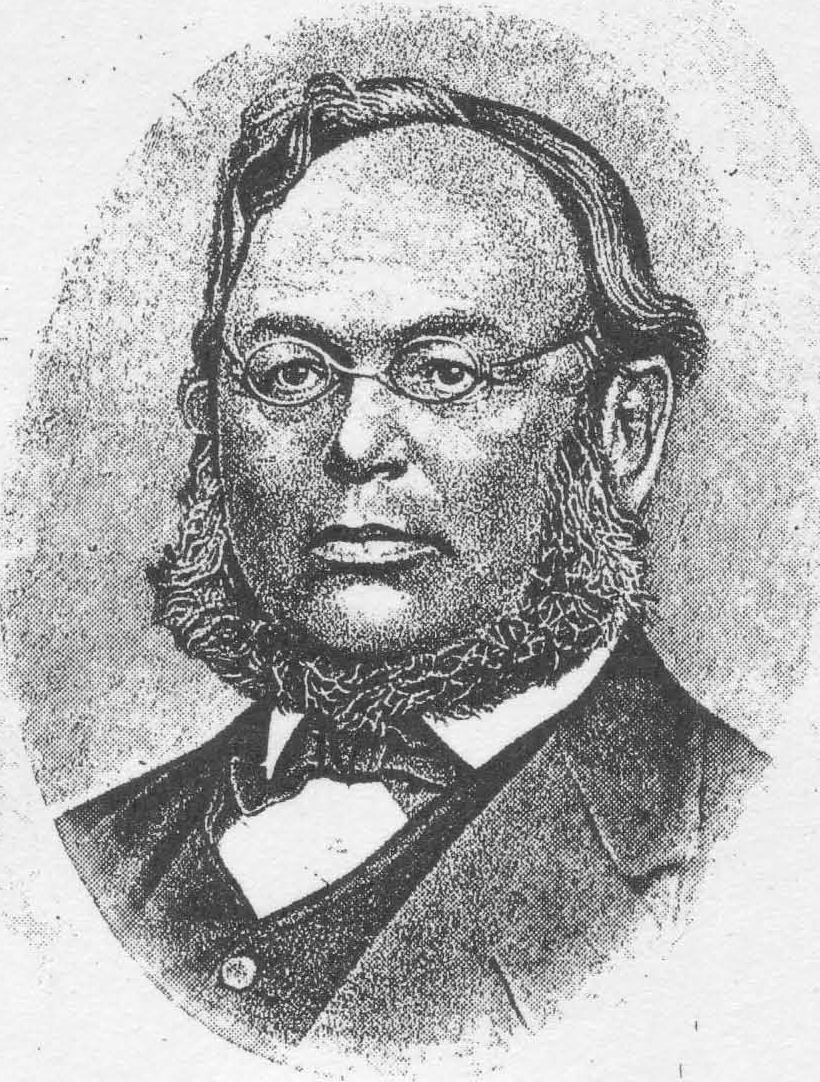
Wilhelm Klinkerfues

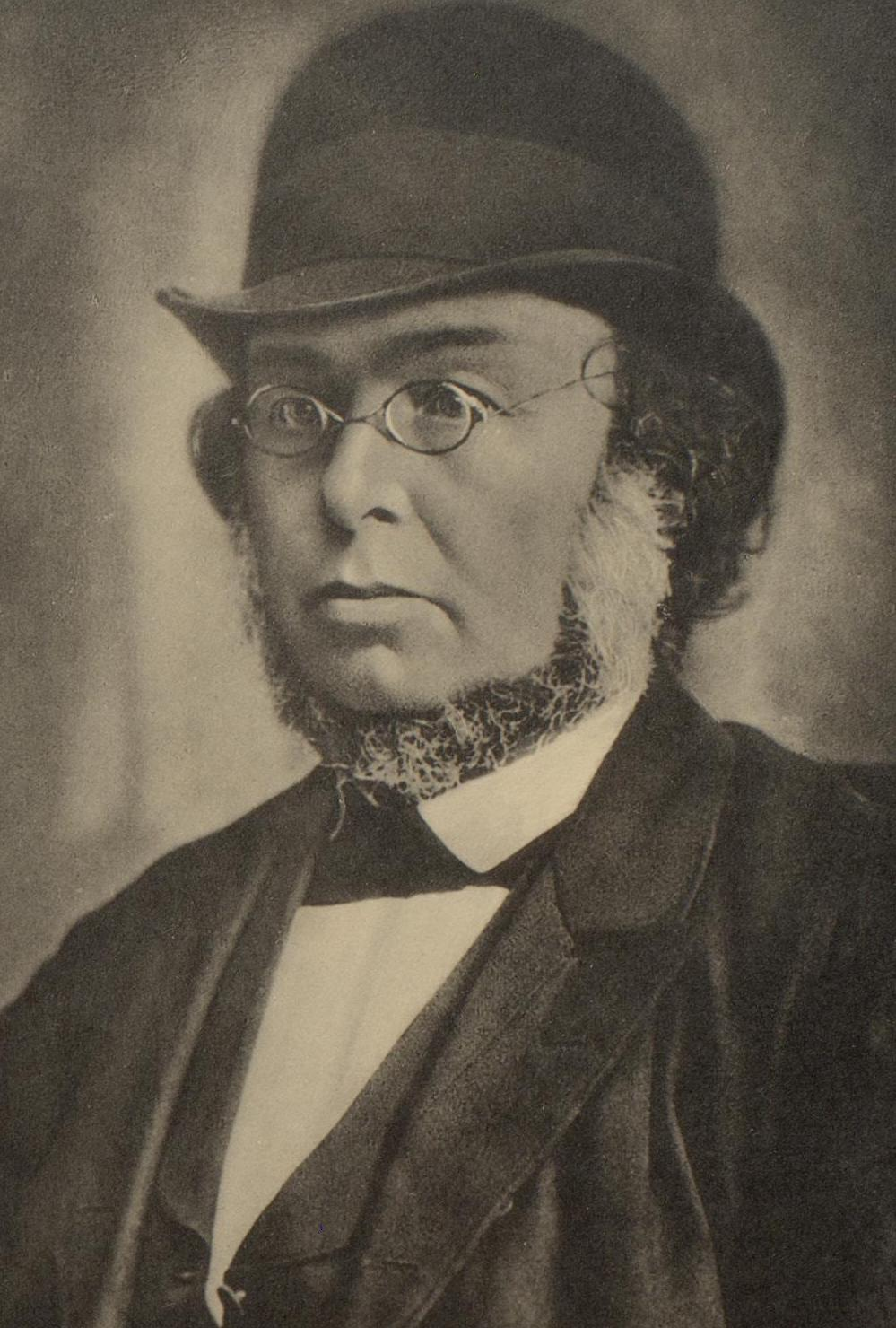
Wilhelm Klinkerfues

Ernst Friedrich Wilhelm Klinkerfues (* 29. März 1827 in Hofgeismar; † 28. Januar 1884 in Göttingen) war ein deutscher Astronom und Meteorologe. Er entdeckte sechs Kometen, war Observator in Göttingen und später Direktor an der Sternwarte. Er erfand einen automatischen Laternenanzünder und das Bifilarhygrometer, die sich jedoch nicht durchsetzen konnten. Er gab tägliche Wettervorhersagen von unterschiedlicher Zuverlässigkeit heraus, die auf meteorologischen Messungen beruhten.

## Leben

### Kindheit

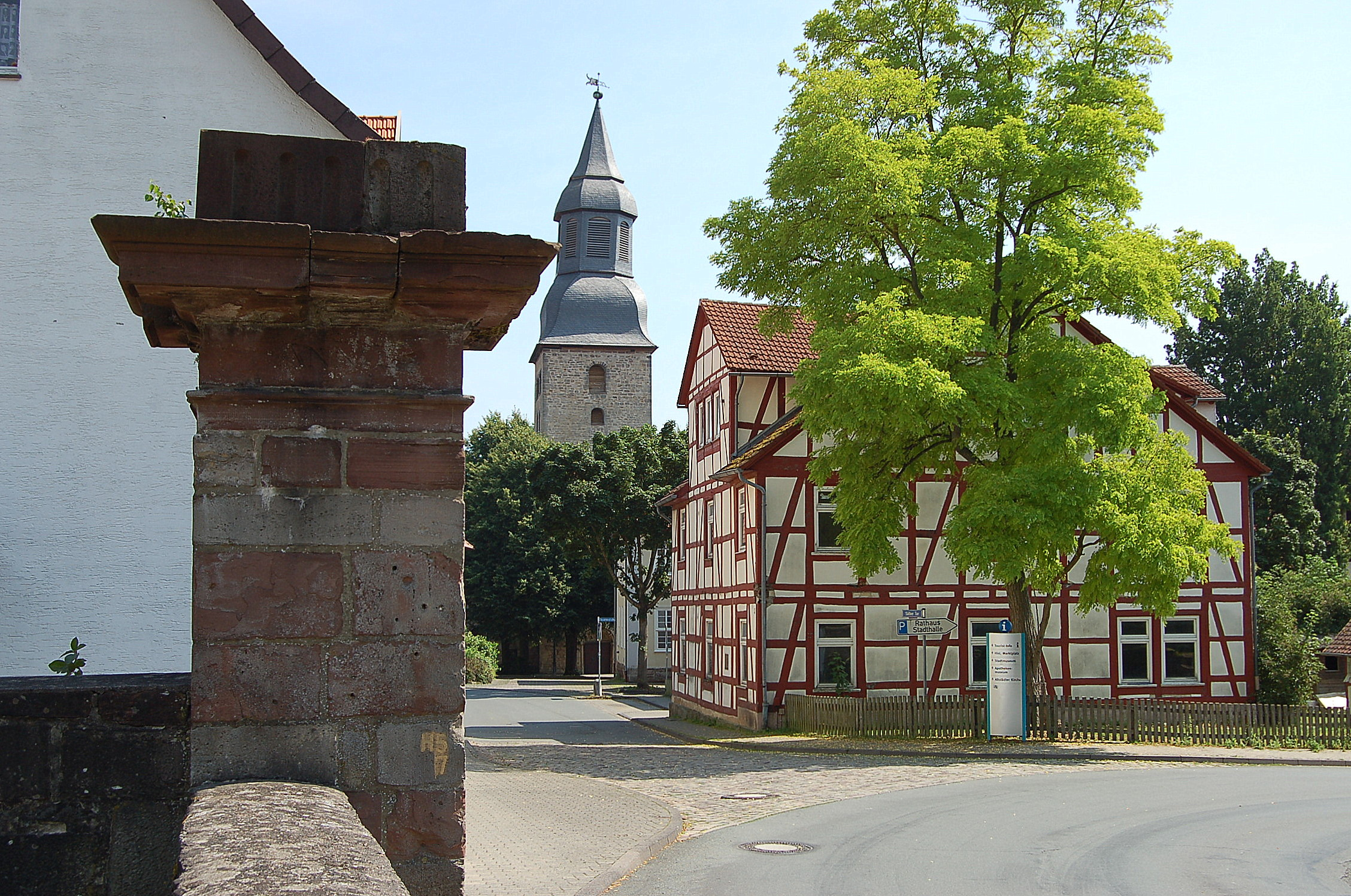
Nachfolgebau von Klinkerfues’ Geburtshaus (rechts)

Wilhelm Klinkerfues wurde am 29. März 1827 in der Kleinstadt Hofgeismar bei Kassel in dem Haus der Gaststätte „Zur Flötenlinde“ am Sälber Tor 3 geboren. Er war der älteste Sohn von Johann Reinhard Klinkerfues und Sabine Dedolph, einer Tochter des Hofgeismarer Postmeisters und Bürgermeisters Johann Conrad Dedolph. Wilhelms Vater war ein gering besoldeter Regimentsarzt in Hofgeismar, später in Spangenberg.
Klinkerfues’ akademischer Lehrer, der Astronom, Mathematiker und Physiker Christian Ludwig Gerling, Professor an der Universität Marburg, beschrieb in einem Brief an seinen Freund Carl Friedrich Gauß den frühen Werdegang von Klinkerfues: Sein Vater „verlor seine Frau, starb in Armut, hinterließ einen Haufen unmündiger Kinder“, die „unter nähere und entferntere Verwandte verteilt“ wurden. Wilhelm „kam zu einer unverheirateten Tante in Hofgeismar, die einiges Vermögen besessen hat, aber den letzten Pfennig aufgewandt hat, um aus ihm etwas zu machen … Meiner Ansicht nach ist ein sehr großer Teil seines linkischen Wesens darauf zu schreiben, daß er nach der Mutter Tod und vor seiner Übersiedlung zu der Tante hart behandelt, wahrscheinlich mißhandelt zu sein scheint.“

### Ausbildung
Klinkerfues besuchte die Bürgerschule in Hofgeismar und ab seinem 14. Lebensjahr das Gymnasium in Kassel, wo er bei seinem Onkel, dem Obergerichtsrat und Abgeordneten des kurhessischen Landtags George Dedolph (1789–1843) wohnte. Er schloss das Gymnasium mit der Sekunda ab und wechselte zur Höheren Gewerbeschule (Polytechnikum) in Kassel. Als sein Onkel 1843 starb, mietete er sich bei dem Optiker David Alexander Fiorino ein, wo er zum ersten Mal mit astronomischen Geräten in Berührung kam. Er stellte eigene Beobachtungen an und entlieh aus der Hessischen Landesbibliothek astronomische Fachliteratur wie Lalandes „Traité d’astronomie“ (Astronomisches Handbuch) und Gauß’ „Theoria motus corporum coelestium“ (Theorie der Bewegung der Himmelskörper), die er dank seiner gymnasialen Ausbildung in den Originalsprachen Französisch und Latein lesen konnte. 1844 legte er die Prüfung als Geometer (Landvermesser) ab.
Durch Vermittlung des Obergerichtsrats Johann Weiffenbach, Mitglied der Generaldirektion des Baus der Staatsbahnen, wurde er 1846 beim Bau der Main-Weser-Bahn in Marburg als Vermessungsingenieur angestellt. Als ein unverheirateter Onkel sich bereit erklärte, ihm ein Studium an der Universität Marburg zu finanzieren, gab er seine Stelle auf. Ab 1847 studierte er unter Christian Ludwig Gerling, der seine Begabung erkannte und ihn förderte, Astronomie und Mathematik. Gerling zog ihn zu magnetischen Beobachtungen heran und zu astronomischen Beobachtungen und Messungen (Mondfinsternis, Sternbedeckungen, Ceres, Neptun, Kometen), die ab 1850 in den „Astronomischen Nachrichten“ veröffentlicht wurden.

### Göttingen

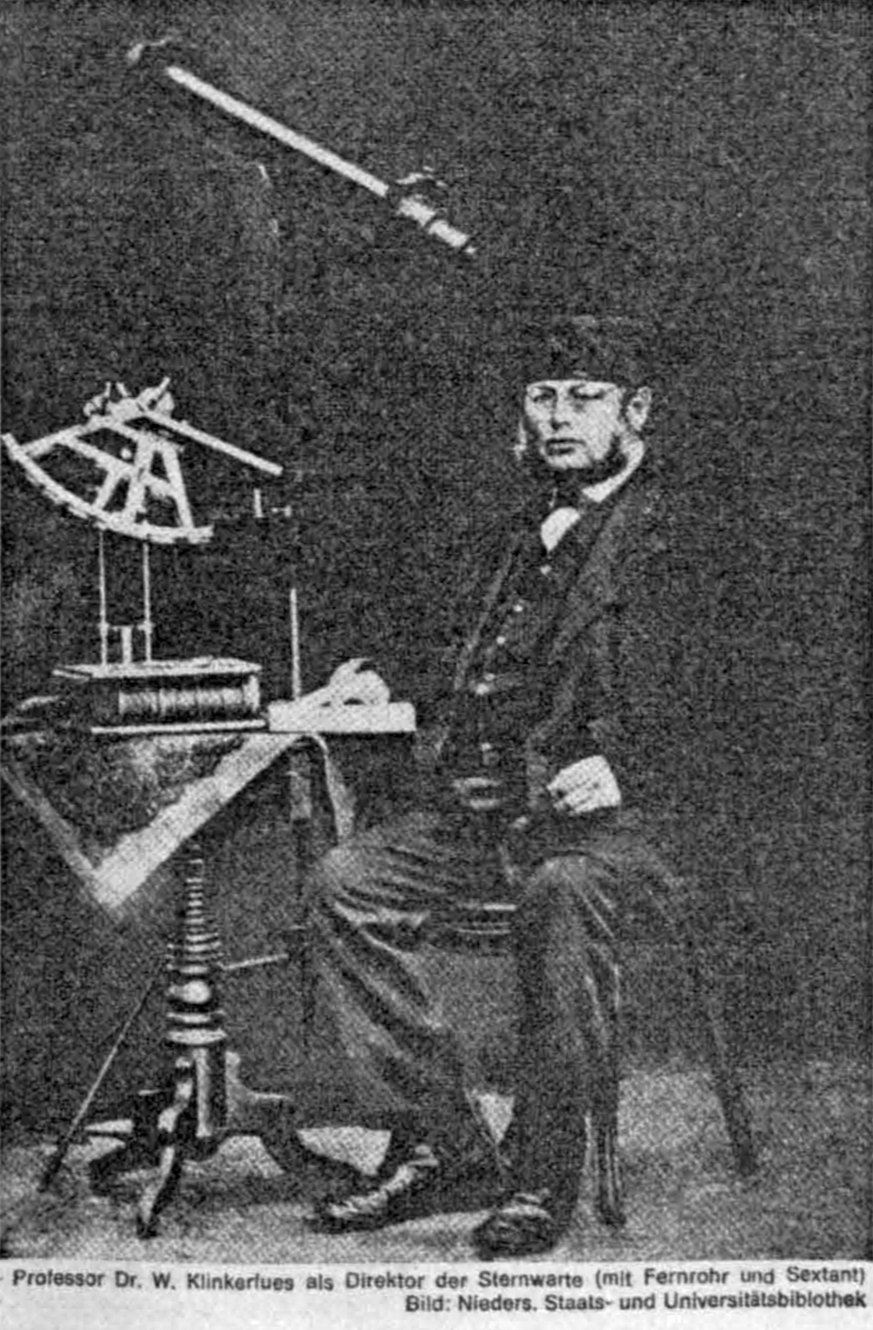
Klinkerfues als Astronom

Gerling empfahl seinen vielversprechenden Schüler Klinkerfues an Carl Friedrich Gauß in Göttingen, der nach dem Tod seines langjährigem Observators Benjamin Goldschmidt auf der Suche nach einem Assistenten war. Klinkerfues fing im Mai 1851 bei Gauß an der Sternwarte an. Dieser war mit seinen Leistungen sehr zufrieden und stellte ihn im September als Assistenten an. Klinkerfues beteiligte sich unter Gauß an den magnetischen Beobachtungen und beobachtete Finsternisse und Sternbedeckungen. Er beobachtete Kleinplaneten und Kometen und berechnete deren Elemente und Ephemeriden. 1853 entdeckte er seinen ersten Kometen, dem 1854 zwei weitere folgten. Nach Gauß’ Tod entdeckte er 1857 und 1863 drei weitere Kometen.
Nach Gauß’ Tod 1855 promovierte Klinkerfues mit der Dissertation „Ueber eine neue Methode die Bahnen der Doppelsterne zu berechnen“. Im gleichen Jahr wurde er zum Observator ernannt, 1859 neben Wilhelm Weber zum vorläufigen Direktor der Sternwarte und 1863 zum außerordentlichen Professor. 1866 lehnte er einen Ruf als Direktor der Hamburger Sternwarte ab und wurde daraufhin 1868 zu einem der beiden Direktoren der Sternwarte ernannt. Klinkerfues wurde die Abteilung für Praktische Astronomie zugeteilt und Ernst Schering die Abteilung für Theoretische Astronomie, Geodäsie und mathematische Physik, zu der Gauß’ erdmagnetisches Observatorium gehörte.
Von 1858 bis 1863 stellte Klinkerfues Zonenbeobachtungen von 6900 Sternen an, die aber erst nach seinem Tod durch Wilhelm Schur, Klinkerfues’ Nachfolger ab 1886, veröffentlicht wurden. 1860 führte Klinkerfues zusammen mit Carl Haase eine Expedition nach Valencia in Spanien durch, um dort die totale Sonnenfinsternis zu beobachten. 1871 gab er sein Standardwerk „Theoretische Astronomie“ heraus, das „jedoch wegen mancher redactioneller Schwächen nicht die verdiente Aufmerksamkeit gefunden hat“.
Neben der Astronomie interessierte sich Klinkerfues für die Meteorologie. Das von ihm erfundene Bifilarhygrometer verwandte er zusammen mit anderen Messgeräten zu Wettervorhersagen, die sich auf das Wetter des jeweils nächsten Tages bezogen. Seine häufig falschen Wettervorhersagen, die er in der Presse veröffentlichte, brachten ihm den Spottnamen „Flunkerkies“ ein (ein Anagramm seines Familiennamens). Außer dem Bifilarhygrometer erfand Klinkerfues ab den 1870er Jahren weitere Geräte, die aber alle keinen wirtschaftlichen Erfolg hatten (siehe Erfindungen). 1881 gab Klinkerfues die bis dahin unveröffentlichten Zeichnungen der Mondkarte von Tobias Mayer heraus.
Die Konflikte in der Sternwarte, ein riesiger Schuldenberg und seine Einsamkeit nährten eine Verzweiflung bei Klinkerfues, die langsam auf einen Höhepunkt zustrebte. Horst Michling, dem wir eine prägnante Lebensskizze von Klinkerfues verdanken, beschrieb mitfühlend dessen Seelenzustand in den letzten Jahren seines Lebens:

„Die letzte und schlimmste Enttäuschung aber, die Klinkerfues traf, war das Zerwürfnis mit sich selber. Er verlor nach und nach den Glauben an sich und seine Bestimmung, und so wurde er ein Opfer des Alkohols, und dieser Teufel ließ nicht wieder von ihm ab. Der unglückliche Mann kämpfte wütend mit ihm, aber es war alles vergebens. Langsam wurde er von den Anderen verachtet, und schließlich mußte er sich selber verachten. Seine Energie, seine Arbeitsfreude siegte dahin; er sah, wie es immer mehr mit ihm bergab ging, wie er ein überflüssiger Mensch wurde, der nur noch anderen zur Zielscheibe des Spottes und der Belustigung diente. Er war sich selber zur Last geworden.“

Am 28. Januar 1884 setzte Klinkerfues seinem Leben mit einem Pistolenschuss „auf der Sternwarte“ ein Ende. Er wurde unter großer Anteilnahme auf dem Stadtfriedhof Göttingen beerdigt. Die Grabplatte des ursprünglichen Grabs wurde an den Friedhofseingang versetzt.

## Persönlichkeit

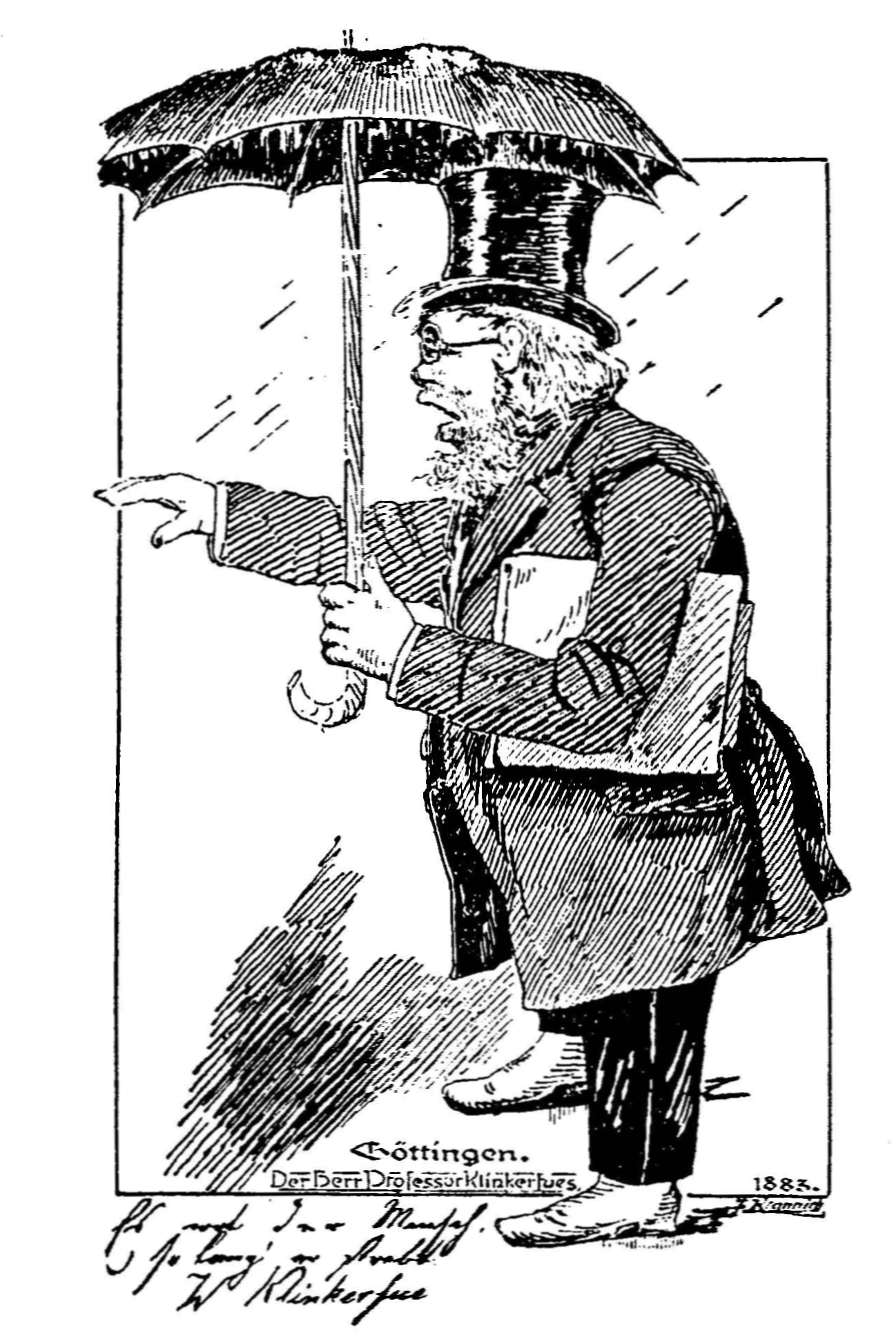
Karikatur: Wilhelm Klinkerfues als Wetterprophet

Klinkerfues äußerte einmal gegenüber Gerling, „daß er vermöge seiner Erziehung pp. in Sachen des gemeinen Lebens unerfahren, blöde und menschenscheu sei“. Gerling glaubte, dass die Ursache seines Verhaltens daran lag, „daß er nach der Mutter Tod und vor seiner Übersiedlung zu der Tante hart behandelt, wahrscheinlich mißhandelt zu sein scheint“ und „vielleicht behält er, wie so manches in seiner Jugend verwahrloste Kind, die Spuren zeitlebens“. Gegenüber Gauß äußerte Gerling: „Unter den jungen Leuten, die mir nachts, wenn ich einmal nicht schlafen kann, im Kopfe herumgehen … ist Klinkerfues mir immer noch einer der liebsten, der mir aber auch noch die größte Sorge macht, weil ich von ihm weniger Geschick wie von andern erwarte, sich zu einer sorgenfreien Lage durchzuarbeiten.“ Diese Befürchtung sollte sich bewahrheiten: Klinkerfues gelang es zeitlebens nicht, eine geordnete bürgerliche Existenz aufzubauen.
Während der fünf Jahre unter Gauß fand er keinen Anschluss an die akademische Gesellschaft, und der einsam lebende Gauß war nicht geeignet, ihn unter seine Fittiche zu nehmen. Auch in den späteren Jahren blieb Klinkerfues ein Einzelgänger. Er litt unter den Schulden, die er in früherer Zeit aufgenommen hatte, um seine Familie zu unterstützen. In Anbetracht seiner finanziellen Verhältnisse verzichtete er darauf, eine eigene Familie zu gründen, so dass er auch in seinem privaten Leben unter Einsamkeit litt. Zwar wurde er nach und nach befördert, die Ernennung zum ordentlichen Professor wurde ihm jedoch verwehrt, ebenso die angemessene Modernisierung der Sternwartenausstattung. Er wohnte seit seiner Übersiedlung nach Göttingen im östlichen Flügel der Sternwarte. Nach der Aufteilung der Sternwartendirektion auf ihn und Ernst Schering, bewohnte dieser den Westflügel. Die geteilte Leitung der Sternwarte und die Aufteilung des Inventars und der Räume gaben Anlass für ständige Konflikte und machten Klinkerfues das Leben sauer.
Ab 1870 stellte Klinkerfues regelmäßige Wetterbeobachtungen an und wertete sie für Wettervorhersagen aus, die er in der Tagespresse veröffentlichte. Seine Vorhersagen stimmten oft nicht. Dies brachte ihm das Ansehen eines zwar schnurrigen, aber liebenswerten Wetterpropheten ein, nicht nur in seiner engeren Heimat, sondern in ganz Deutschland. In Göttingen galt er nicht nur wegen seiner Wettervorhersagen als humorvolles Original, und es kursierte über ihn eine Vielzahl von Anekdoten und Spottgedichten. Seine Erfindungen, die er ab 1870 machte, kamen nicht zur Marktreife und brachten nicht die erhofften Einkünfte. Einer seiner Schüler urteilte: „Enttäuschte Hoffnungen waren es, die den ungewöhnlich begabten Astronomen langsam aber stetig auf die absteigende Bahn und endlich auch dem Alkohol in die Arme führten.“

## Erfindungen

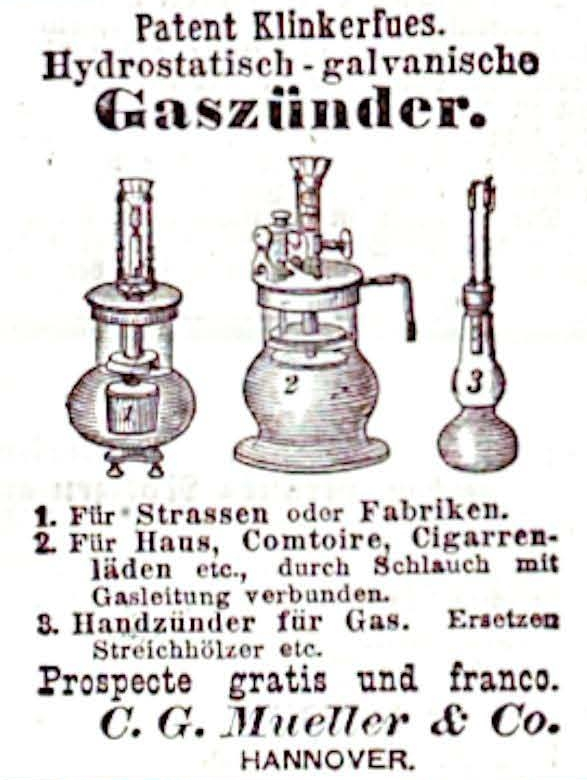
Gaszünder.
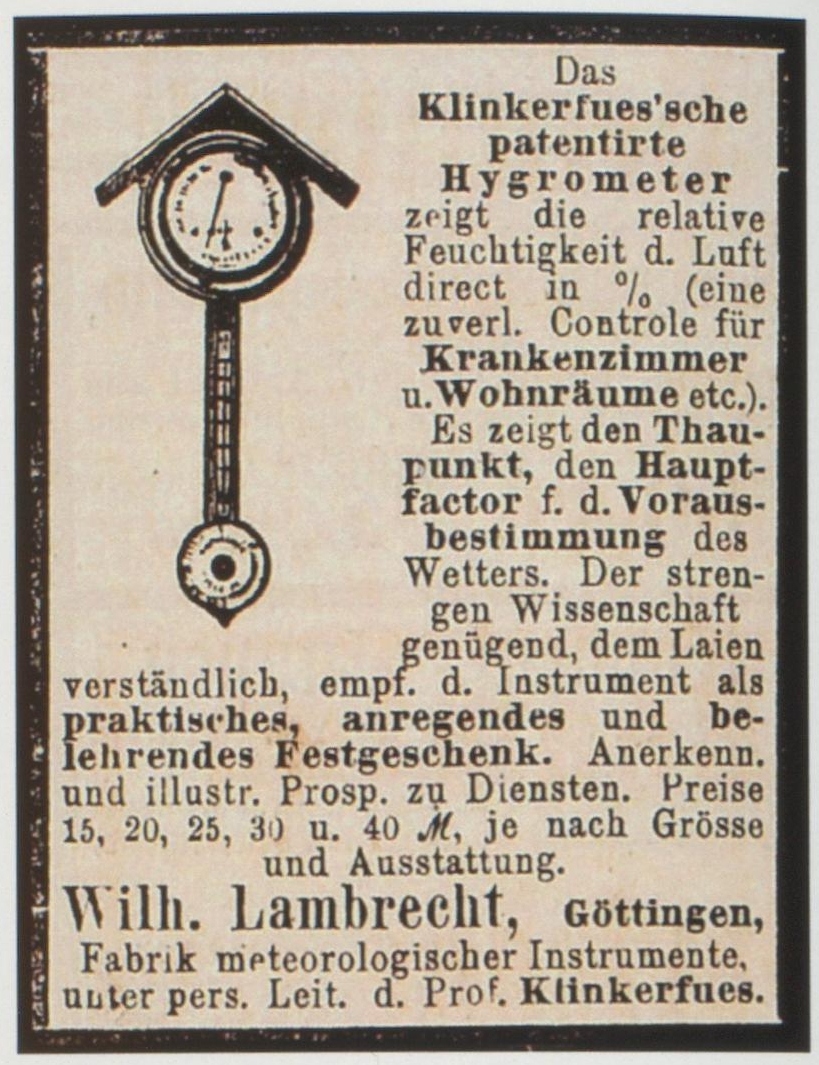
Bifilarhygrometer.
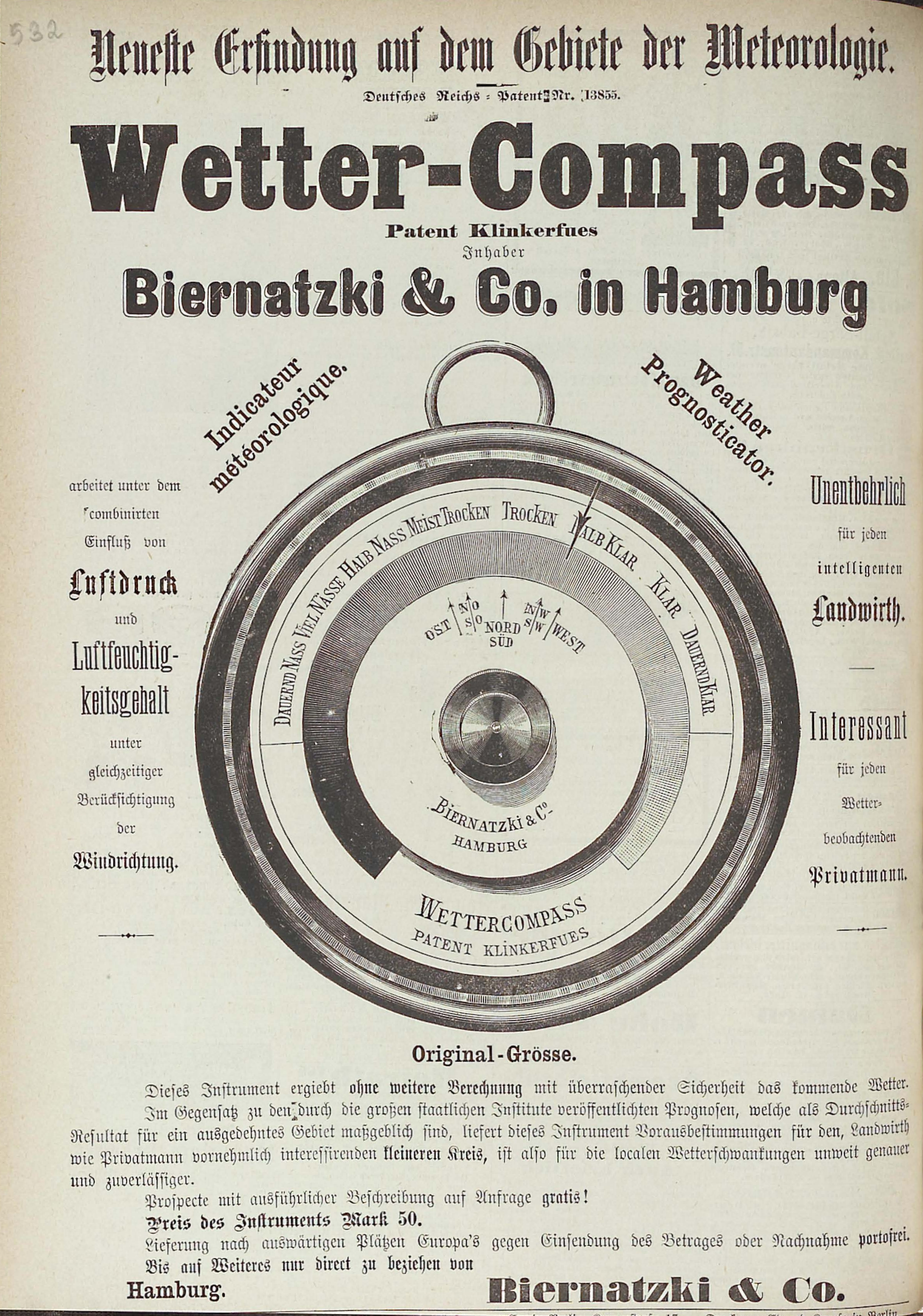
Wetteranzeiger.

Ab 1870 betätigte sich Klinkerfues neben seinem Hauptberuf auch als Erfinder. Dabei leiteten ihn zwei Triebfedern: die Erfinderfreude und die Hoffnung, seine maroden Finanzen zu sanieren. Er erfand einen automatischen Gaszünder (1871), das Bifilarhygrometer (1875), Wettervorhersagegeräte und einen „Entfernungsmesser für Kriegszwecke“ (1877). Keine dieser Erfindungen gelangte zur Marktreife, und die erwarteten pekuniären Erfolge blieben aus.

### Gaszünder
Anfang der 1870er Jahre erfand Klinkerfues einen „Hand-Gas-Zünder“ und einen „galvanisch-hydroststischen Strassen-Zünder“ zum automatischen, zentralen Anzünden und Löschen von Gaslaternen. 1872 verkaufte er das Patent nach Österreich, wo der Göttinger Mechaniker und Optiker Wilhelm Lambrecht vor Ort die Produktion aufbauen und leiten sollte. In Folge des großen Börsenkrachs 1873 verlor das Unternehmen jedoch seine Kapitalgeber. Im Übrigen konnten sich die komplizierten Gaszünder auf Grund technischer Mängel und ihrer eingeschränkten Einsatzfähigkeit nicht durchsetzen. Daran änderten auch die mehrfachen Nachbesserungen von Klinkerfues nichts.

### Bifilarhygrometer
1877 ließ Klinkerfues das sogenannte Bifilarhygrometer patentieren, einen Feuchtigkeitsmesser mit zwei parallel gespannten Menschenhaaren, zu dem ihn das Bifilarmagnetometer von Gauß inspiriert hatte. Die theoretischen Grundlagen des Hygrometers beschrieb er in der Broschüre „Theorie des Bifilar-Hygrometers mit gleichtheiliger Procent-Skale“.
Wilhelm Lambrecht, mit dem er bereits bei der Entwicklung des Gaszünders zusammengearbeitet hatte, konnte er dazu gewinnen, das Bifilarhygrometer zu produzieren. Dieser entwickelte das für Laien ungeeignete Gerät zur Serienreife, wobei außer dem Namen „Klinkerfues Patent-Hygrometer“ nicht viel von der ursprünglichen Konstruktion übrig blieb. Klinkerfues geriet daraufhin mit Lambrecht in einen verbissenen Streit. Er veröffentlichte 1880 eine Streitschrift gegen Lambrecht, die dieser 1881 mit der Rechtfertigungsschrift „Ein Nimbus und sein Werth oder Klinkerfues und sein Wettercompass: Antwort auf fortgesetzte Herausforderungen“ konterte. Der wirtschaftliche Erfolg auch dieser Erfindung blieb für Klinkerfues aus, während Lambrecht seine Firma in den kommenden Jahren zur Blüte führte.

## Kometenentdeckungen
| Komet                   | Alter Name | Datum              | JPL      | Astronomische Nachrichten Band \| Jahr \| Spalte | Astronomische Nachrichten Band \| Jahr \| Spalte | Astronomische Nachrichten Band \| Jahr \| Spalte |
| ----------------------- | ---------- | ------------------ | -------- | ------------------------------------------------ | ------------------------------------------------ | ------------------------------------------------ |
| C/1853 L1 (Klinkerfues) | 1853 III   | 11. Juni 1853      | nasa.gov | 36                                               | 1853                                             | 375                                              |
| C/1854 L1 (Klinkerfues) | 1854 III   | 6. Juni 1854       | nasa.gov | 38                                               | 1854                                             | 327                                              |
| C/1854 R1 (Klinkerfues) | 1854 IV    | 12. September 1854 | nasa.gov | 39                                               | 1854                                             | 163                                              |
| C/1857 M1 (Klinkerfues) | 1587 III   | 23. Juni 1857      | nasa.gov | 46                                               | 1857                                             | 219                                              |
| C/1857 Q1 (Klinkerfues) | 1857 V     | 22. August 1857    | nasa.gov | 47                                               | 1858                                             | 27                                               |
| C/1863 G1 (Klinkerfues) | 1863 II    | 14. April 1863     | nasa.gov | 59                                               | 1863                                             | 273                                              |

## Mitgliedschaften und Ehrungen
- 1856: Assessor der Göttinger Akademie der Wissenschaften.[32]
- 1865: Guelphen-Orden.[33]
- 1874: Mitglied der Deutschen Akademie der Naturforscher Leopoldina.[34]
- 1882: Mitglied der Royal Astronomical Society in London.[35]
- 1934: Gedenktafel an der Göttinger Sternwarte zum 50. Todestag.[36]
- 1934: Umbenennung der Krummen Straße in Göttingen in Klinkerfuesstraße.
- Gedenktafel am Haus Sälber Tor 3 in Hofgeismar. Der Vorgängerbau mit der Gaststätte „Zur Flötenlinde“ war das Geburtshaus von Klinkerfues.[37]

## Veröffentlichungen

### Werke

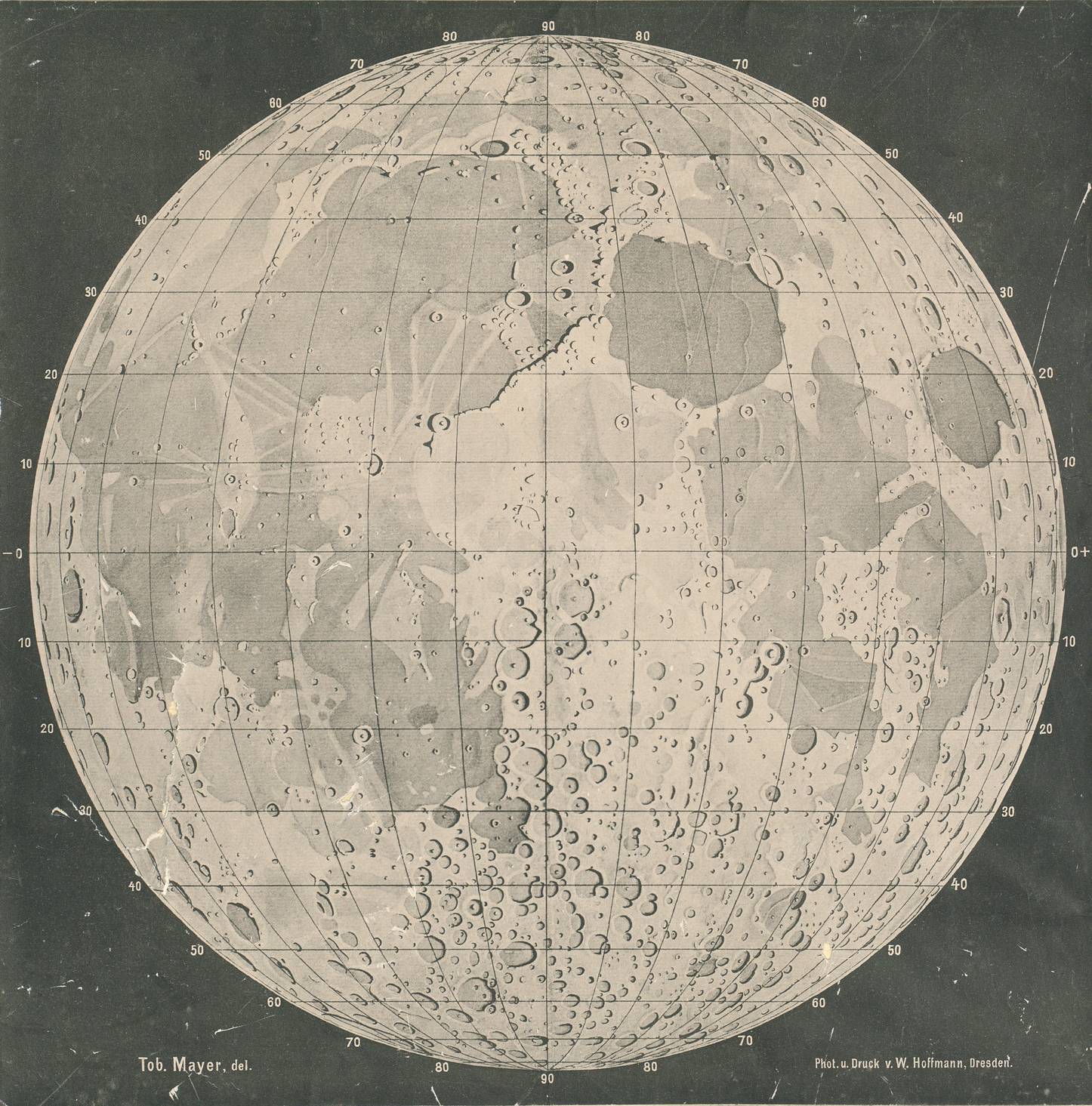
Mondkarte von Tobias Mayer

Außer den hier aufgeführten Werken verfasste Klinkerfues viele Beiträge für Fachzeitschriften. Ab 1850 veröffentlichte er fast jährlich ein oder mehrere Beiträge in den Astronomischen Nachrichten. Zwischen 1865 und 1873 lieferte er 16 Beiträge für die Nachrichten von der Königlichen Gesellschaft der Wissenschaften zu Göttingen.
- Wilhelm Klinkerfues: Ueber eine neue Methode die Bahnen der Doppelsterne zu berechnen. Dissertation, Universität Göttingen, 1855, books.google.de.
- Wilhelm Klinkerfues: Theoretische Astronomie: von Dr. W. Klinkerfues, Professor, Director der Königlichen Sternwarte zu Göttingen. Vieweg, Braunschweig 1871, books.google.de.
- Wilhelm Klinkerfues: Theorie des Bifilar-Hygrometers mit gleichtheiliger Procent-Skale: von W. Klinkerfues, Dr., Professor und Director der Königlichen Sternwarte zu Göttingen. Peppmüller, Göttingen 1875.
- Wilhelm Klinkerfues; Wilhelm Lambrecht: Kurze Beschreibung und Anleitung zum Gebrauch des Klinkerfues’schen Patent-Hygrometers für praktische Meteorologie und Freunde der Naturwissenschaft: construirt und fabricirt von Wilh. Lambrecht. Hofer, Göttingen 1877.
- Wilhelm Klinkerfues: Prinzipien der Spektralanalyse und ihre Anwendung in der Astronomie. Bichteler, Berlin 1879.
- Wilhelm Klinkerfues: Für meine Freunde! Vertheidigung gegen einen mir von meinem bisherigen Fabrikanten W. Lambrecht gemachten Vorwurf eines in Wettersachen an seinem geistigen Eigenthum begangenen Diebstahls. Göttingen, 1880. Nachdruck in: #Lambrecht 1881, S. 2–4.
- Johann Heinrich Mädler: Der Wunderbau des Weltalls oder populäre Astronomie – nebst einem Atlas, astronomische Tafeln, Abbildungen und Sternkarten enthaltend. Siebente Auflage. Neue Ausgabe. Neu bearbeitet und vermehrt von Professor Dr. W. Klinkerfues. Director der Sternwarte zu Göttingen. Schultz, Straßburg 1882, tib.eu.
- Tobias Mayer; Wilhelm Klinkerfues (Hrsg.): Tobias Mayer’s grössere Mondkarte nebst Detailzeichnungen; zum ersten Male herausgegeben. Huth, Göttingen 1881, bib-bvb.de.
- Wilhelm Schur (Hrsg.); Wilhelm Klinkerfues: Stern-Catalog, enthaltend 6900 Sternörter für 1860.0 nach den von Professor Klinkerfues in den Jahren 1858 bis 1863 angestellten Zonenbeobachtungen, unter Mitwirkung der in der Einleitung genannten Herren. Abgeleitet von Dr. Wilhelm Schur. Göttingen 1891.

### Übersetzungen
- Charles Auguste Albert Briot: Versuche über die mathematische Theorie des Lichtes. Übersetzt und mit einem Zusatze vermehrt von Wilhelm Klinkerfues. Quandt & Händel, Leipzig 1867, books.google.de.
- William Huggins: Ergebnisse der Spectral-Analyse in Anwendung auf die Himmelskörper. Deutsch mit Zusätzen von W. Klinkerfues. Quandt & Händel, Leipzig 1869, tib.eu.

### Leben
- Siegmund Günther: Klinkerfues, Wilhelm. In: Allgemeine Deutsche Biographie (ADB). Band 51, Duncker & Humblot, Leipzig 1906, S. 231–233. Digitalisat, Transkription.
- Paul Adolf Kirchvogel: Wilhelm Klinkerfues, Astronom. In: Ingeborg Schnack (Hrsg.): Lebensbilder aus Kurhessen und Waldeck 1830–1930, Band 4. Elwert, Marburg an der Lahn, 1950, S. 186–191.
- Horst Michling: Im Schatten des Titanen – das tragische Leben des Astronomen Klinkerfues. In: Göttinger Monatsblätter, 1975, März, S. 4–5, April, S. 4–5, Mai, S. 6–7, Juni, S. 6–7.
- Walter Nissen: Vor 100 Jahren. Prof. Klinkerfues, das bekannte Göttinger Original – eine tragische Persönlichkeit. In: Göttinger Monatsblätter (Beilage zum Göttinger Tageblatt), 7. Jahrgang, Ausgabe 82 von Dezember 1980, S. 6–7.
- Otto Volk: Klinkerfues, Wilhelm. In: Neue Deutsche Biographie (NDB). Band 12, Duncker & Humblot, Berlin 1980, ISBN 3-428-00193-1, S. 100 (Digitalisat). Transkription.
- Johann Christian Poggendorff: Biographisch-literarisches Handwörterbuch zur Geschichte der exacten Wissenschaften: enthaltend Nachweisungen über Lebensverhältnisse und Leistungen von Mathematikern, Astronomen, Physikern, Chemikern, Mineralogen, Geologen, Geographen usw. aller Völker u. Zeiten.  1. Abteilung, A–L. Barth, Leipzig 1898, S. 726–727.
- R. C.: Ernst Friedrich Wilhelm Klinkerfues. In: Monthly Notices of the Royal Astronomical Society, Band 45, 1885, S. 203–208, bibcode:1885MNRAS..45..203.
- Gerhard Sattler: Ernst Friedrich Wilhelm Klinkerfues, Astronom. In: Jahrbuch  / Kreisausschuß des Landkreises Kassel, 1980, S. 53–56.
- Ernst Schering: Todes-Anzeige. Ernst Friedrich Wilhelm Klinkerfues. In: Astronomische Nachrichten, Band 108, 1884, Spalte 65–68, bibcode:1884AN....108...65S
- Wilhelm Schur: Beiträge zur Geschichte der Astronomie in Hannover. In: #Göttingen 1901, S. 89–152, Klinkerfues: S. 143–148.

### Sonstiges
- Alex (= Wolfgang Alexander): An die Zeitung „Eingesandt“. In: Göttinger Monatsblätter (Beilage zum Göttinger Tageblatt), 1979, S. 101–103.
- Otto Behrendsen: Die mechanischen Werkstätten der Stadt Göttingen. Geschichte und ihre gegenwärtige Einrichtung: Denkschrift hrsg. bei Gelegenheit der im Jahre 1900 zu Paris stattfindenden Weltausstellung von den vereinigten Mechanikern Göttingens. Haag, Melle in Hannover 1901, S. 26–28, uni-goettingen.de.
- Dingler’s Polytechnisches Journal, 1881, Band 242, S. 121, 413–415, slub-dresden.de (PDF) Tafel 12 dingler.culture.hu-berlin.de, Tafel 33 dingler.culture.hu-berlin.de.
- Theo Gerardy (Hrsg.): Christian Ludwig Gerling an Carl Friedrich Gauß. Sechzig bisher unveröffentlichte Briefe. Vandenhoeck & Ruprecht, Göttingen 1964, S. 112–120.
- Brief von Christian Ludwig Gerling an Carl Friedrich Gauß, 15. Februar 1852, Gauß-Briefdatenbank.
- Rainer Holland, Gerhard Stöhr: Geschichte der Hygrometer: eine Zeitreise durch die Jahrhunderte. Stöhr, Riedlingen 2011, Abschnitt 4.6.0, Tafel 8.
- Festschrift zur Feier des hundertfünfzigjährigen Bestehens der Königlichen Gesellschaft der Wissenschaften zu Göttingen. Beiträge zur Gelehrtengeschichte Göttingens. Weidmann, Berlin 1901.
- Zeitschrift für Instrumentenkunde, Jahrgang 1, 1881, S. 308–309, 310; archive.org.
- Holger Krahnke: Die Mitglieder der Akademie der Wissenschaften zu Göttingen 1751–2001. Vandenhoeck & Ruprecht, Göttingen 2001, ISBN 3-525-82516-1, S. 133.
- Wilhelm Lambrecht: Ein Nimbus und sein Werth oder Klinkerfues und sein Wettercompass: Antwort auf fortgesetzte Herausforderungen. Spielmeyer, Göttingen 1881.
- Arno Langkavel: Auf Spurensuche in Europa. Denkmäler, Gedenktafeln und Gräber bekannter und unbekannter Astronomen. Deutsch, Frankfurt am Main 2006, S. 105, Abbildung 252–254.
- Günther Meinhardt: Göttinger Originale. Wurm, Göttingen 1964, S. 18, 21, 23–27, 79–80, 100–102, 142–143
- Walter Nissen: Göttinger Gedenktafeln: ein biographischer Wegweiser. Vandenhoeck & Ruprecht, Göttingen 1962, S. 92–93.
- Clemens Schaefer (Hrsg.): Briefwechsel zwischen Carl Friedrich Gauß und Christian Ludwig Gerling. Elsner, Berlin 1927, S. 769–809.
- Klinkerfues’ Apparatus for Igniting Gas and Other Lights. In: Scientific American, 17. Juni 1871, S. 393; archive.org.